# 布洛默舍维尔德尼斯
布洛默舍维尔德尼斯（德語：Blomesche Wildnis，意为“布洛默的荒地”）是德国石勒苏益格－荷尔斯泰因州的一个市镇。总面积6.92平方公里，总人口669人，其中男性331人，女性338人（2011年12月31日），人口密度97人/平方公里。